# Tipula (Schummelia) variicornis variicornis
Tipula (Schummelia) variicornis variicornis is een ondersoort van de tweevleugelige Tipula (Schummelia) variicornis uit de familie langpootmuggen (Tipulidae). De ondersoort komt voor in het Palearctisch gebied.